# 老河安区
老河安区（越南语：／），是越南民主共和国初期的区级政区之一，今属老街省、河江省和安沛省。

## 地理
老河安区位于越南北部山区，北接中华人民共和国广西壮族自治区和云南省，东接越北自治区高平省、北𣴓省和宣光省，东南接富寿省，西南接泰苗自治区。

## 历史
老街、河江、安沛3省原隶属于越北联区。1956年7月，越南民主共和国政府撤销越北联区，改设为越北自治区，老街、河江、安沛3省作为少数民族省份，并未纳入自治区范围。不久後，越南政府将3省合并设立为老河安区。
1959年3月23日，越南政府撤销老河安区，将河江省并入越北自治区，老街省和安沛省划归中央政府直接管辖。

## 行政区划
1959年3月，老河安区下辖老街省、河江省和安沛省3省。